# ویلیام ام. اورتس
ویلیام ام. اورتس (به انگلیسی: William M. Evarts) سناتور سابق عضو حزب جمهوری‌خواه ایالات متحده آمریکا بود. وی در سال ۱۸۸۵ تا ۱۸۹۱ میلادی سناتور ایالت نیویورک در سنای ایالات متحده آمریکا بود.